# Мишилимакино

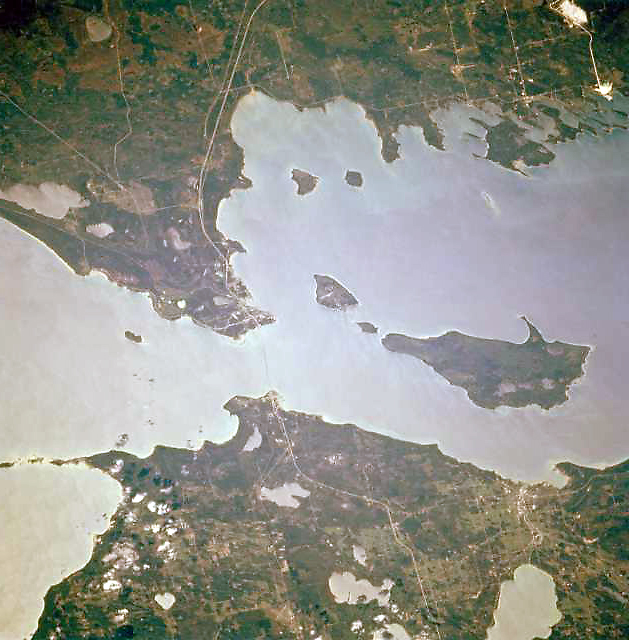
Вид сверху на пролив Макино, соединяющий озера Мичиган (слева) и Гурон (справа)

Мишилимакино (англ. Michilimackinac, МФА: [mɪʃələmækənɔː]) — исторический регион в Северной Америке, расположенный вокруг пролива Макино между озёрами Гурон и Мичиган. Название региона произошло от слова оджибве — Me-she-ni-mick-in-auk-ong, «Большая черепаха».
Первые европейские поселенцы, достигшие этих мест, использовали это название для обозначения всей территории вокруг озёр Гурон, Мичиган и Верхнее. Сегодня этот термин относится исключительно к штату Мичиган в Соединённых Штатах. Название округа Макино произошло от сокращения названия региона. 

## История

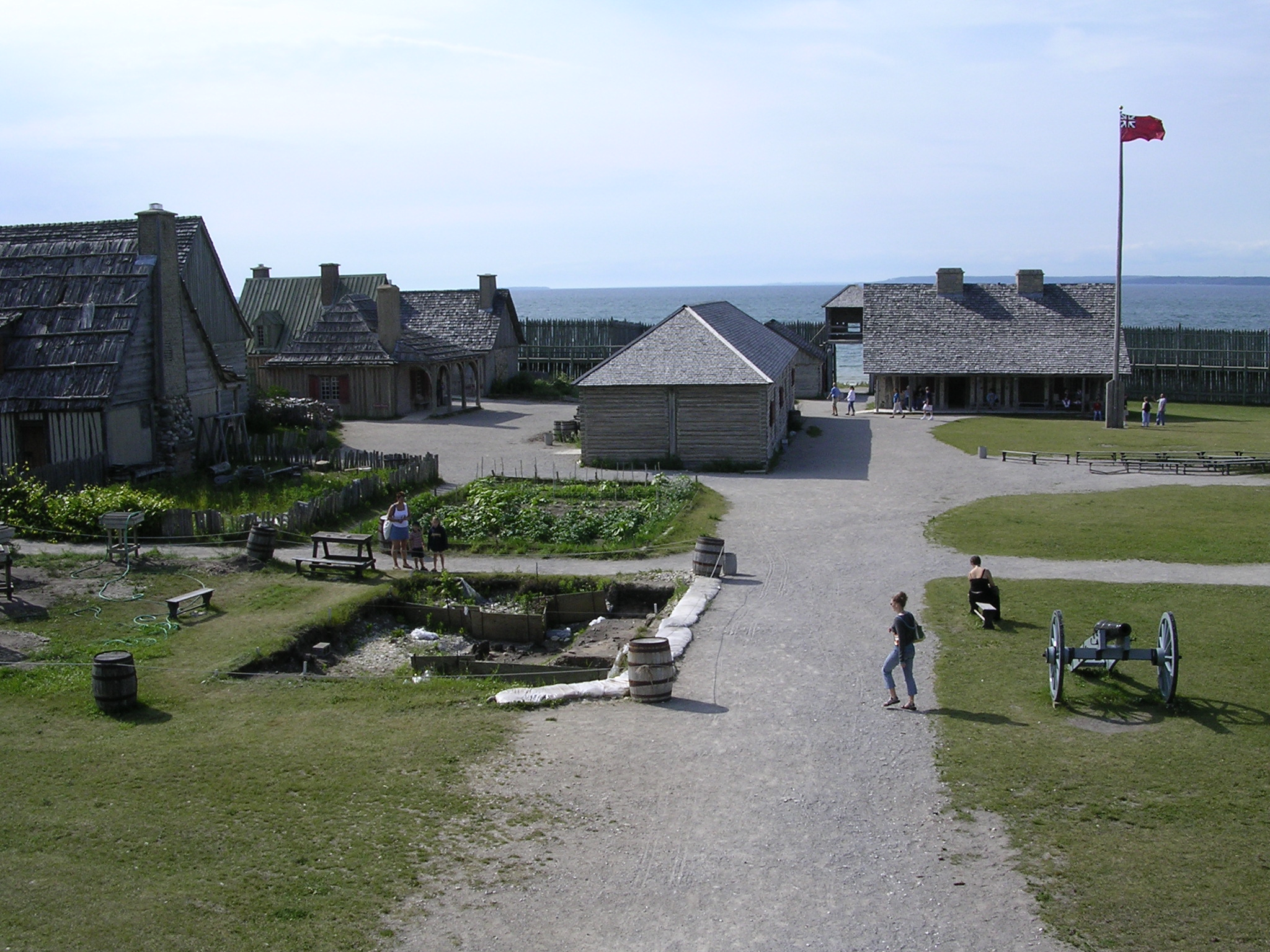
Форт Мишилимакино, современная реконструкция

Пролив Макино, соединяющий озёра Мичиган и Гурон, был стратегическим районом, контролирующим движение между двумя озёрами и большей частью Верхних Земель. Ко времени появления первых белых людей регион был населён алгонкинскими народами оттава и оджибве. Местные индейцы считали этот район центром своего мира и местом, где образовался союз трёх алгонкинских племён — Совет трёх огней.
У оджибве и оттава были хорошие отношения с ирокезоязычными гуронами, которые были первым народом Великих озёр, установившим хорошие отношения с французами после прибытия Самюэля де Шамплена в 1608 году. Гуроны стали посредниками в торговле между анишинаабе и европейцами. После того, как они были разгромлены ирокезами в результате серии военных конфликтов, оттава и оджибве начали напрямую торговать с французами и стали приглашать белых поселенцев в Мишилимакино. Начиная с 1612 года французы стали исследовать этот регион. Они основали торговые посты и иезуитские миссии. Одна из старейших миссий, миссия Святого Игнатия, располагалась на северной стороне пролива Макино, недалеко от современного города Сент-Игнас. Эта миссия была основана в 1671 году иезуитом Жаком Маркеттом. В 1654 году большой отряд ирокезов подвергся нападению в Мишилимакино со стороны оттава и оджибве. В 1658 году ирокезы снова атаковали, но опять были разбиты анишинаабе.
Между 1670 и 1700 годами Мишилимакино процветал и стал одним из центральных мест торговли пушниной. Каждый год вдоль береговой линии озёр проводились обширные летние ярмарки. Сотни индейцев из окрестностей Великих озёр отправлялись в плавание к проливу Макино, чтобы встретиться с торговцами французских компаний и лесными бродягами, направляющимися с реки Святого Лаврентия.
В 1715 году власти Новой Франции послали Констана ле Маршана де Линьери с отрядом солдат и рабочих, чтобы основать форт и поселение на южной стороне пролива. Форт стал крупным торговым пунктом, привлекая индейцев со всей северной части Великих озёр. После того, как Британская империя победила Францию в Семилетней войне, её колониальные войска захватили форт и весь регион.
2 июня 1763 года, в рамках масштабного вооружённого конфликта, известного как Восстание Понтиака, группа оджибве захватила форт Мишилимакино. Индейцы удерживали форт в течение года, прежде чем британцы восстановили контроль над ним. В 1780 году, во время Американской революции, вице-губернатор Мишилимакино Патрик Синклер перенёс британский торговый и военный пост на остров Макино, который некоторое время удерживали британцы. После завершения Войны за независимость весь район вокруг пролива Макино стал частью США.